# Jan Drews
Jan Drews (ur. 1 września 1646 na Warmii, zm. 21 grudnia 1710 w Warszawie) – jezuita pochodzący z Warmii, profesor teologii w Wilnie i Warszawie, pozostawił kilka prac treści religijnej. Rektor Seminarium Papieskiego w Braniewie w latach 1692–1694, 1697–1699 i 1705–1709.

## Życiorys
Jan Drews pierwsze nauki pobierał w Reszlu. Do zakonu jezuitów wstąpił w 1664. W latach 1667–1670 studiował teologię w Braniewie, a następnie w 1670–1671 w Akademii Wileńskiej. Po święceniach kapłańskich został profesorem teologii w Akademii Wileńskiej (1671–73), w Braniewie (1674–76), a następnie w Warszawie (1686–92), gdzie nauczał również prawa kanonicznego. W latach 1693–97 i 1705–08 był w Braniewie rektorem alumnatu papieskiego, dla którego wybudował gmach i założył drukarnię, oraz rektorem seminarium duchownego; w 1709 został rektorem kolegium w Warszawie.
Napisał m.in. Methodus peregrinationis (1684) – przewodnik po miejscach słynących z cudownych obrazów w Polsce i na Litwie, Breviarium asceticum (Braniewo 1700), zawierające rozmyślania i czytania duchowne na rok liturgiczny, Distractiones itinerantium (Braniewo 1701), Foedus apostolicum pro Dei gloria (Braniewo 1701,17203; Na większą Pana Boga naszego chwałę [...] konfederacja apostolska (1720), Fuga peccatorum (Braniewo 1702), Institut iones iuventutis in vera solidaque erga Deum pietate (Braniewo 1704). Flos regnorum seu compendiosa Poloniae orbisque totius descriptio (Braniewo 1706).

## Działalność w Seminarium Papieskim w Braniewie
Seminarium Papieskie (Alumnat Papieski w Braniewie) zostało erygowane w 1581. Miało ono służyć młodzieży z krajów protestanckich, która po ukończeniu seminarium miała wracać do swoich krajów i działać na rzecz ich rekatolizacji. Od 1600 seminarium mieściło się on w Kamiennym Domu w Braniewie. Jednak wskutek wojny trzydziestoletniej gmach szkoły bardzo ucierpiał. Inicjatorem jego przebudowy i doprowadzenia do stanu świetności był, powołany na stanowisko rektora w 1692 roku, Jan Drews. Jako architekt wybudował w latach również 1674–1676 w Braniewie salę teatralną oraz założył tam drukarnię. W Sankowie koło Braniewa (współcześnie miejscowość nie istnieje) zbudował murowany dom z kaplicą. Zaprojektował również kościół w Szelkowie, zbudowany w 1711 roku.